# Jos Verstappen
Pour les articles homonymes, voir Verstappen.
Jos Verstappen, né le 4 mars 1972 à Montfort, aux Pays-Bas, est un pilote automobile néerlandais. De 1994 à 2003, il a disputé 107 Grands Prix de Formule 1, obtenu deux troisièmes places et marqué dix-sept points. Son fils, Max Verstappen, est quadruple champion du monde de Formule 1.

## Biographie

### Ses débuts en compétition
En 1980, Jos commence sa carrière de pilote par le karting et termine sa première course à l'hôpital. Cet accident ne le décourage pas, et Jos devient champion des Pays-Bas en 1983 et 1984. Il poursuit sur sa lancée et devient champion du Benelux en 1986, champion d'Europe en 1989 et champion de Belgique en 1991. Ses bons résultats lui permettent d'accéder à la Formule Opel en 1992. Il devient alors champion du Benelux et des Pays-Bas.
En 1993, il passe en Formule 3 allemande dans l'écurie WTS Dallara-Opel. Sa suprématie est sans égale avec huit victoires et 269 points, il remporte le championnat ainsi que les Masters Series de Zandvoort et termine troisième à Monaco. Il commence alors à intéresser le petit monde de la F1.

### La Formule 1

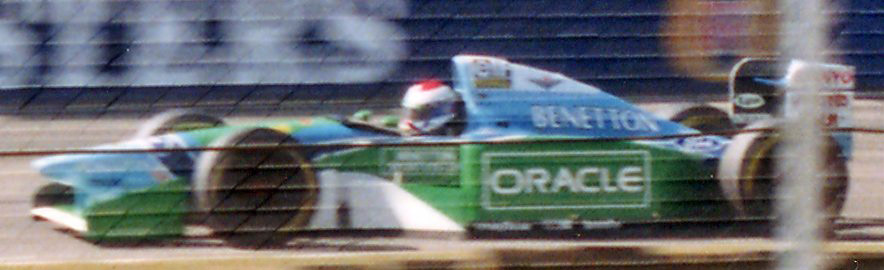
Jos Verstappen sur Benetton B194 au Grand Prix de Grande-Bretagne 1994.

Son manager, ancien pilote de Formule 1 et compatriote Huub Rothengatter lui obtient un test chez Footwork Racing à la fin de l'année. Si ses performances ne passent pas inaperçues et suscitent l'intérêt de plusieurs équipes, dont McLaren, il est finalement engagé par Benetton Formula en qualité de pilote-essayeur, aux côtés de Michael Schumacher et de JJ Lehto. Lehto étant indisponible, touché aux vertèbres lors d'un accident survenu au cours des essais hivernaux, Verstappen fait ses débuts en Grand Prix dès la première manche de la saison, au Brésil. Il est impliqué dans un spectaculaire carambolage avec trois autres concurrents et sort indemne d'une série de tonneaux. À Imola, la troisième manche du championnat, Lehto fait son retour et Verstappen retrouve son poste d'essayeur. Mais à partir du Grand Prix de France, Benetton écarte Lehto en raison de son manque de performances, et titularise à nouveau le Néerlandais. Quelques semaines plus tard, en Allemagne, il est victime d'un spectaculaire incident lorsque sa voiture s'embrase lors d'un ravitaillement en course. Légèrement brûlé au visage, il termine troisième derrière Schumacher et Damon Hill au Grand Prix de Hongrie la semaine suivante. Il obtient un nouveau podium en Belgique après la disqualification de Schumacher mais ses résultats ne satisfont pas Benetton qui le remplace  par Johnny Herbert pour les deux dernières manches de la saison, décisives pour l'attribution des titres mondiaux pilotes et constructeurs. Malgré cette première saison en pointillé, Verstappen se classe dixième du championnat du monde des pilotes.
En 1995, Flavio Briatore, patron de Benetton soutient également la petite écurie Simtek de Nick Wirth : la Simtek S951 dispose d'une boîte de vitesses Benetton et est conduite par Jos, prêté par Benetton. Les performances de la monoplace sont modestes mais Verstappen réussit des prouesses en essais qualificatifs, notamment en Argentine où il se qualifie quatorzième et pointe en course à la sixième place avant d'abandonner sur problème mécanique. Il parvient à prendre le départ de cinq courses avant que Simtek ne quitte la Formule 1, après le Grand Prix de Monaco, faute de moyens financiers. Il continue alors son travail de pilote d'essai Benetton, et effectue aussi des tests pour Ligier, équipe alors détenue par Briatore. Son contrat avec Benetton n'est pas renouvelé à la fin de la saison.
En 1996, il signe chez Arrows, l'écurie qui lui a entrouvert les portes de la discipline lorsqu'elle appartenait à Footwork. Dès son quatrième Grand Prix, il inscrit son unique point de la saison au volant de la Footwork-Hart FA17 qui souffre de gros soucis de fiabilité.
En 1997, il est appelé par Tyrrell Racing pour piloter la nouvelle 025. Jos devient un habitué des fonds de grille et ne marque pas un seul point. Craig Pollock rachète l'écurie en fin de saison et le limoge. 

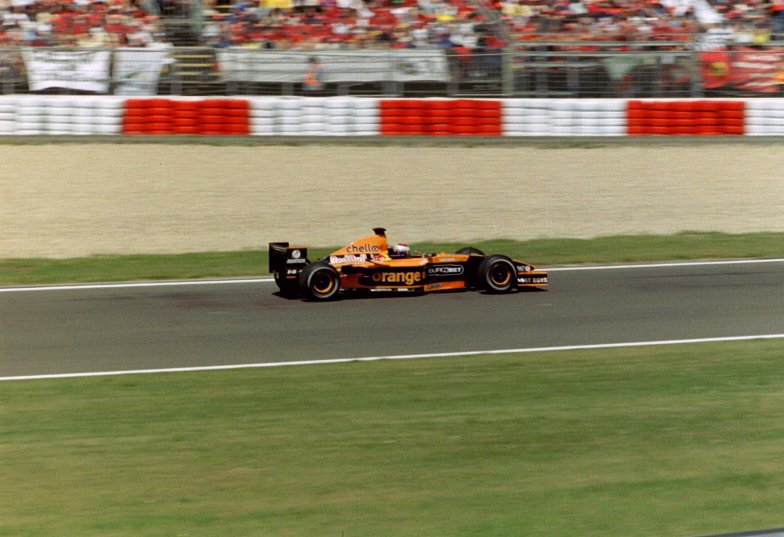
Jos Verstappen sur Arrows au Grand Prix automobile d'Europe 2001.

Verstappen est sans volant en 1998 lorsqu'il est contacté par Stewart Grand Prix pour remplacer Jan Magnussen à partir du Grand Prix de France au volant de la SF02. Mais Jos ne s'entend pas avec Jackie Stewart et quitte l'équipe à la fin de la saison après sept courses sans avoir inscrit de point.
En 1999, Harvey Postlethwaite est chargé par Honda Racing Developments de concevoir la monoplace devant permettre le retour de l'écurie nipponne en GP ; Verstappen est recruté pour développer la RA099 mais Postlethwaite décède d'une crise cardiaque et Honda abandonne le projet. Verstappen est à nouveau sans volant.
En 2000, il retourne chez Arrows. L'écurie a de faibles moyens mais Jos, au volant d'une A21 plutôt performante, termine cinquième au Canada et quatrième à Monza, ce qui lui permet de pointer à la douzième place du classement pilotes. Il prolonge son contrat en 2001, cependant, l'A22, motorisée par un Asiatech s’avère beaucoup moins compétitive que sa devancière : Jos ne marque qu'un point, en Autriche. Il domine néanmoins son équipier Enrique Bernoldi mais est remercié à l'issue de la saison, le laissant sans volant pour 2002.
En 2003, il pilote une Minardi-Cosworth PS03. Malgré son expérience, il ne parvient pas à faire progresser la monoplace et quitte le monde de la F1 sur une saison blanche.

### L'après-F1
Jos Verstappen dispute plusieurs courses dans la catégorie A1 Grand Prix en 2005-2006, remportant la course principale de la manche sud-africaine. En 2008, il entame une carrière en endurance, remportant le titre LMP2 en Le Mans Series et la catégorie LMP2 aux 24 Heures du Mans sur la Porsche RS Spyder du Van Merksteijn Motorsport. Il participe aussi aux 24 Heures du Mans 2009, cette fois avec l'équipe officielle Aston Martin, terminant à la treizième place.

### Vie privée
De son premier mariage, avec la Belge Sophie Kumpen, Jos a deux enfants, Max (né en 1997) et Victoria (née en 1999). 
De sa seconde épouse, Kelly van der Waal, il a une fille, Blue Jaye (née en 2014).
De sa troisième épouse, Sandy Sijtsma, il a un fils, Jason Jaxx (né en 2019) et une fille, Mila Faye (née en 2020),.

## Résultats en championnat du monde de Formule 1

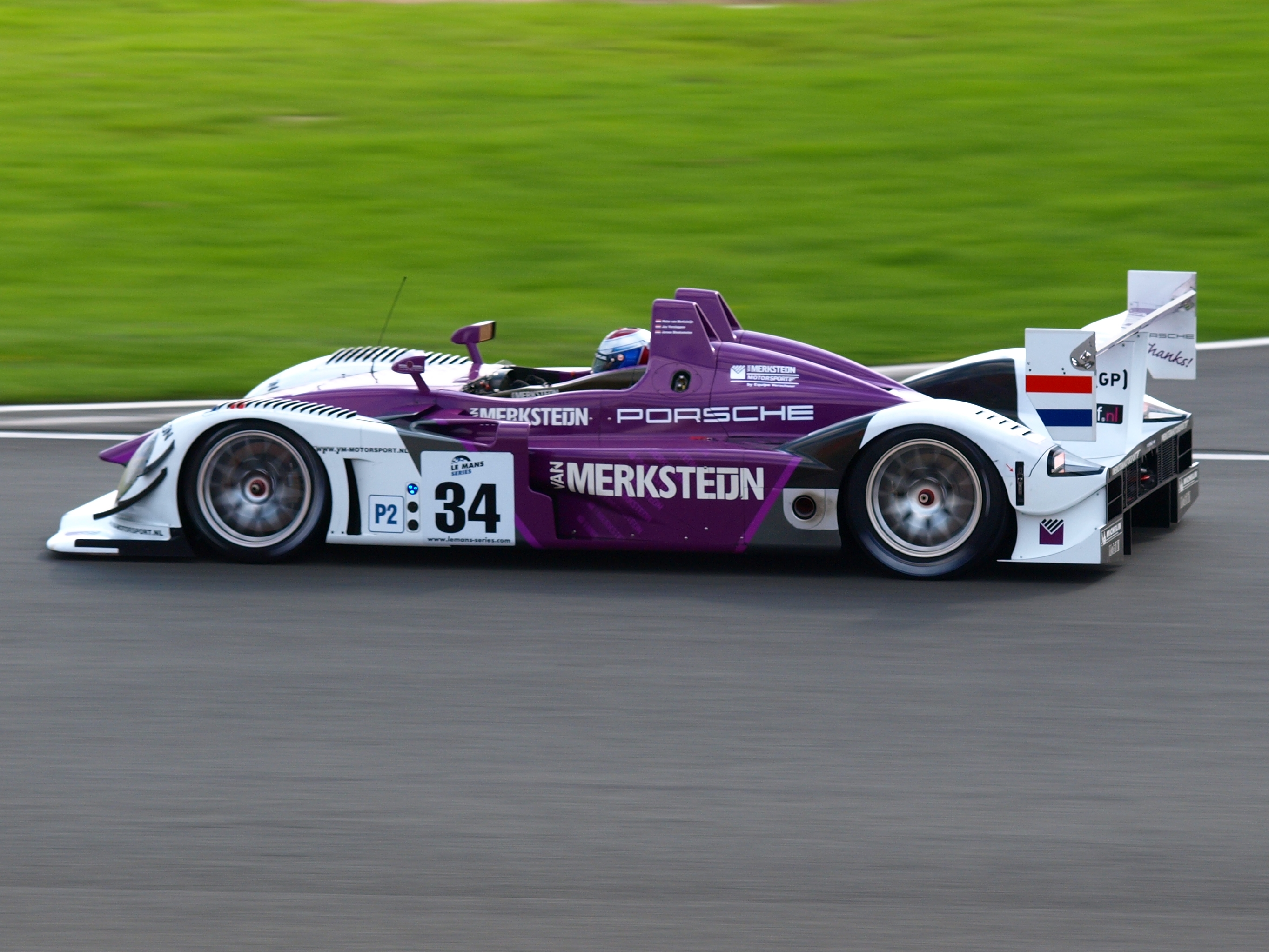
Verstappen en 2008 à Silverstone sur la Porsche RS Spyder LMP2.

| Saison | Écurie                    | Châssis | Moteur       | Pneus       | GP disputés | Points inscrits | Classement |
| ------ | ------------------------- | ------- | ------------ | ----------- | ----------- | --------------- | ---------- |
| 1994   | Mild Seven Benetton Ford  | B194    | Ford V8      | Goodyear    | 10          | 10              | 10e        |
| 1995   | MTV Simtek Ford           | S951    | Ford V8      | Goodyear    | 5           | 0               | n.c.       |
| 1996   | Footwork Hart             | FA17    | Hart V8      | Goodyear    | 16          | 1               | 16e        |
| 1997   | PIAA Tyrrell              | 025     | Cosworth V8  | Goodyear    | 17          | 0               | n.c.       |
| 1998   | HSBC Stewart Ford         | SF02    | Ford V10     | Bridgestone | 9           | 0               | n.c.       |
| 2000   | Arrows F1 Team            | A21     | Supertec V10 | Bridgestone | 17          | 5               | 12e        |
| 2001   | Orange Arrows Asiatech    | A22     | Asiatech V10 | Bridgestone | 17          | 1               | 18e        |
| 2003   | European Minardi Cosworth | PS03    | Cosworth V10 | Bridgestone | 16          | 0               | n.c.       |

## Palmarès
- 1983 : karting, champion des Pays-Bas ;
- 1984 : karting, champion des Pays-Bas ;
- 1986 : karting, champion du Benelux ;
- 1989 : karting, champion d'Europe ;
- 1991 : karting, champion de Belgique ;
- 1992 : Formule Opel, champion du Benelux, champion des Pays-Bas ;
- 1993 : Formule 3, champion d'Allemagne ;
- 2008 : Le Mans Series, champion LMP2 sur Porsche RS Spyder, dont la victoire LMP2 aux 24 Heures du Mans 2008.